# 拉古内拉地区
拉古内拉地区，为墨西哥第9大都会区，位于科阿韦拉州与杜兰戈州之间。总人口1,249,442，其中城市人口912,822，郊区人口336,620。总面积44,887 km²，平均海拔1,120米。
拉古内拉地区包含科阿韦拉州的5个自治区(托雷翁、马塔莫罗斯、圣佩德罗、弗朗西斯科马德罗、别斯卡)，以及杜兰戈州的10个自治区(戈麦斯帕拉西奥,莱尔多城、特拉瓦利洛、马皮米、罗德奥、纳萨斯、圣胡安德瓜达卢佩、圣路易斯德尔科尔德罗、西蒙玻利瓦尔、圣佩德罗德加略)。